# Sherpur (distrikt)
Sherpur (bengali: শেরপুর জেলা, engelska: Sherpur District) är ett distrikt i Bangladesh.   Det ligger i provinsen Dhaka, i den centrala delen av landet, 160 km norr om huvudstaden Dhaka. Antalet invånare är 1 358 325. Arean är 1 360 kvadratkilometer.
Terrängen i Sherpur är huvudsakligen platt, men åt nordost är den kuperad.
Trakten runt Sherpur består till största delen av jordbruksmark. Runt Sherpur är det tätbefolkat, med 849 invånare per kvadratkilometer.